# Leroy Brown
Leroy Brown   (Nova York, 25 de gener de 1902 - Sharon, 21 d'abril de 1970) va ser un atleta estatunidenc, especialista en el salt d'alçada, que va competir durant la dècada de 1920.
El 1924 va prendre part en els Jocs Olímpics de París, on va guanyar la medalla de plata en la competició del salt d'alçada.
A nivell nacional el 1922 va guanyar el campionat indoor de l'AAU i el 1923 exterior i ambdós campionats de l'IC4A el 1922 i 1923.

## Millors marques
- salt d'alçada. 1m 994cm (1924)[2]